# NGC 6190
NGC 6190 ist eine 12,5 mag helle Spiralgalaxie vom Hubble-Typ Sc im Sternbild Drache am Nordsternhimmel, die schätzungsweise 158 Millionen Lichtjahre von der Milchstraße entfernt ist.
Das Objekt wurde am 30. Oktober 1883 von Lewis A. Swift entdeckt.